# شهرستان باریاتینسکی
شهرستان باریاتینسکی (به لاتین: Baryatinsky District) یک شهرستان در روسیه است که در استان کالوگا واقع شده‌است.